# Ateroma
Los ateromas son lesiones focales (características de la ateroesclerosis) que se inician en la capa más interna (capa íntima arterial) de una arteria. El exceso de partículas de lipoproteína de baja densidad (LDL) en el torrente sanguíneo se incrusta en la pared de la arteria. En respuesta, los glóbulos blancos (monocitos) llegan al sitio de la lesión, pegándose a las moléculas por adhesión. Este nuevo cuerpo formado es llevado al interior de la pared de la arteria por las quimioquinas. Una vez dentro de la pared, los monocitos cubren la LDL para desecharla, pero si hay demasiada, se apiñan, volviéndose espumosos. Estas "células espumosas" reunidas en la pared del vaso sanguíneo forman una veta de grasa. Este es el inicio de la formación de la placa de ateroma.

## Desarrollo de la placa
En primer lugar se produce un aumento de la permeabilidad a las lipoproteínas (sobre todo LDL). Estas proteínas atraviesan el endotelio acompañadas de monocitos que se adhieren a la capa íntima de las arterias. Esta capa se inflama por los monocitos.
Si no hay muchas lipoproteínas, los macrófagos captan todas las que se han oxidado y se modera la reacción inflamatoria; sin embargo, si son muchas las LDL que se han congregado en la zona los macrófagos se transforman en las células espumosas antes citadas.
Las células espumosas acaban por estallar y formar una masa de macrófagos muertos, colesterol, ácidos grasos, triglicéridos y restos de las lipoproteínas de color amarillento, que unido a la inflamación local de la íntima, reduce mucho la luz de la arteria, lo que técnicamente se conoce como estenosis. Esto, sumado a la aparición de colágeno en el punto de lesión, que atrapa la masa formada, es lo que acaba formando la placa.

## Problemas
Esta situación causa el cierre total o parcial de las arterias causando una isquemia en ese punto concreto o desprendiéndose en forma de émbolo y bloqueando cualquier otra arteria del cuerpo que puede derivar, en su manifestación más crítica, en un infarto agudo de miocardio o un infarto cerebral.

## Clasificación
- Tipo I: zona de la arteria coronaria con tendencia a lesionarse y que presenta engrosamiento adaptativo. Histológicamente se descubren aquí macrófagos con gotitas lipídicas (células espumosas aisladas)[1][2]
- Tipo II: múltiples capas de células espumosas[1][2]
- Tipo III: pequeño depósito extracelular de lípido = preateroma, lesión intermedia[1][2]
- Tipo IV: ateroma[1][2]
- Tipo V: fibroateroma[1][2]
- Tipo VI: lesión trombótica, fisurada, ulcerada, hemorrágica[1][2]
- Tipo VII: lesión calcificada[1][2]
- Tipo VIII: lesión fibrótica[1][2]